# Aeroporto di Van Nuys
L'Aeroporto di Van Nuys è un aeroporto situato a Van Nuys vicino a Los Angeles nello Stato della California, negli Stati Uniti d'America. Nessuna delle principali compagnie aeree volano in questo aeroporto, che è di proprietà e gestito dalla Los Angeles World Airports.
Van Nuys è uno degli aeroporti dell'aviazione generale più trafficati al mondo. Con due piste parallele, ogni anno fa una media di oltre 230.000 decolli e atterraggi.
L'aeroporto ospita il servizio Van Nuys FlyAway Bus, che gestisce autobus non-stop per l'aeroporto internazionale di Los Angeles per i viaggiatori che parcheggiano la propria auto a Van Nuys.
Molte notizie, trasporti sanitari ed elicotteri da tour dalla zona di Los Angeles hanno sede all'aeroporto Van Nuys. Il dipartimento dei vigili del fuoco della città di Los Angeles gestisce qui la sua unità operativa aerea. La città di Los Angeles ha anche il suo hub di manutenzione all'aeroporto, utilizzato per lo stazionamento e la manutenzione degli elicotteri LAPD e LADWP.

## Storia

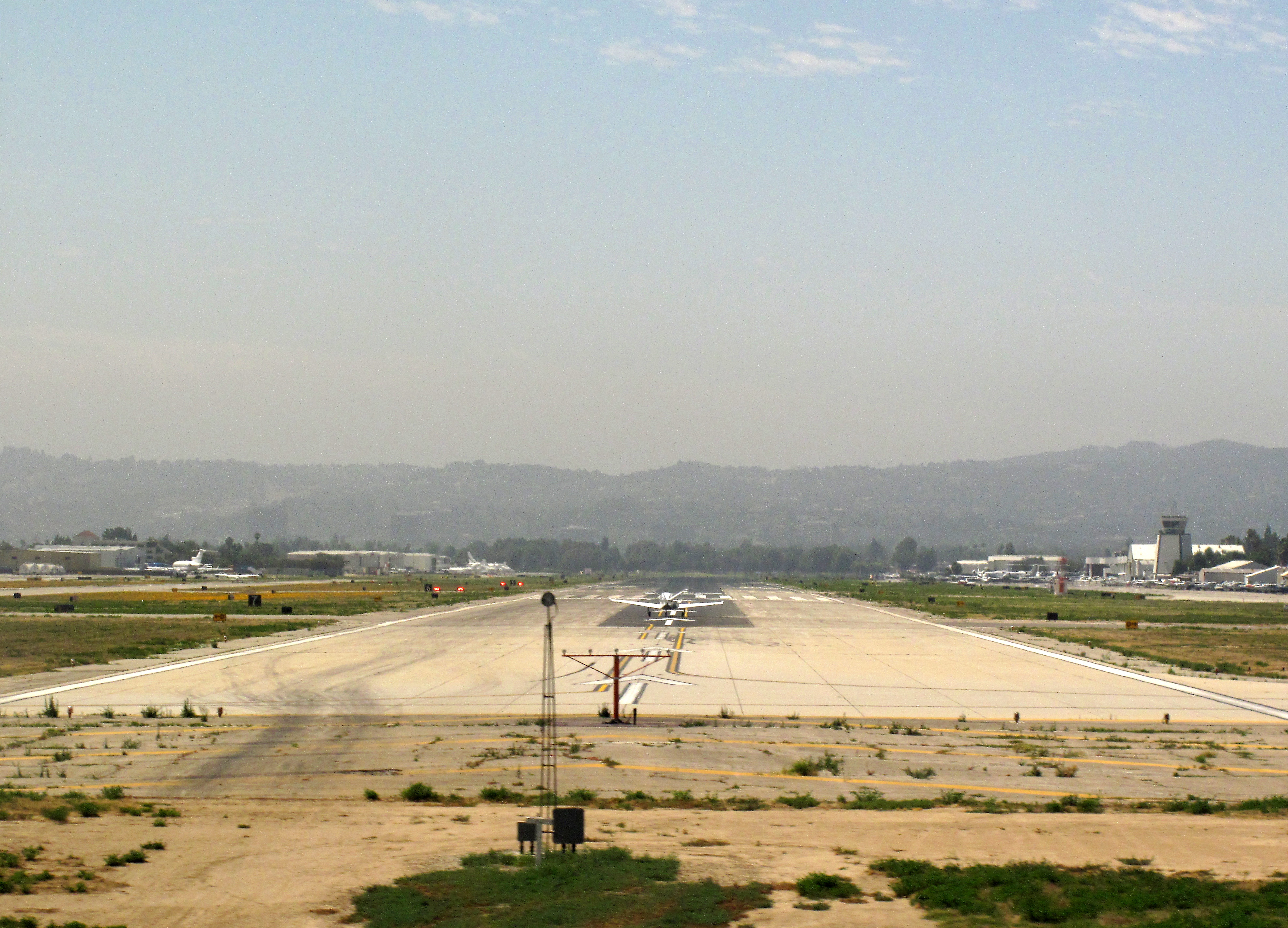
Un aereo sulla 16R a Van Nuys

Inaugurato ufficialmente come aeroporto metropolitano il 17 dicembre 1928, su di un terreno di 80 acri, circondato da alberi e terreni agricoli ed in occasione del 25º anniversario del primo volo dei fratelli Wright, esso era gestito da un piccolo gruppo di cittadini che fondò la Timm Aircraft Corporation, una piccola società che costruiva aerei da addestramento militari ed alianti da carico. L'aviazione generale fu l'attività principale che si svolgeva sul sito, ma presto l'aeroporto divenne popolare grazie alle star di Hollywood dell'epoca; in particolare fu il luogo delle riprese dell'iconica scena aeroportuale nel film Casablanca del 1942, ma notevoli furono anche le scene dello spericolato volo (ed altre scene) di Stanlio e Ollio nel film I diavoli volanti del 1939.
L'aeroporto fu acquistato nel 1942 dalla 4th Air Force ed operò come Van Nuys Army Air Field. Il 428° Fighter Squadron con Lockheed P-38 Lightning era basato all'aeroporto nel 1943. Nel 1944 la 441a Army Air Forces Base Unit iniziò l'addestramento del P-38 alla base. La base aerea ha utilizzato anche il Glendale Grand Central Air Terminal e l'Oxnard Flight Strip. Alla fine della guerra, l'aeroporto è stato restituito all'uso civile.

## Incidenti
- Nella notte del 26 marzo 2000, un elicottero di notizie KTTV, "Sky Fox 2", un elicottero secondario che era precedentemente di proprietà di KTLA , si schiantò all'aeroporto di Van Nuys dopo aver avuto problemi mentre copriva gli Academy Awards.
- Un bimotore Cessna 525 Citation CJ1 in partenza per l'aeroporto di Long Beach si è schiantato 0,5 miglia (1 km) a nord dell'aeroporto il 12 gennaio 2007, uccidendo due persone a bordo. Uno è stato segnalato per essere il proprietario della compagnia che ha operato l'aereo.
- Il 25 novembre 2008, un Cessna 310 che trasportava due persone ha avuto problemi con il carrello di atterraggio. Dopo aver consumato carburante, è stato in grado di atterrare sulla pista senza incidenti, anche se la sua marcia anteriore è collassata all'atterraggio.
- Il 9 gennaio 2015, un aereo Lancair si è schiantato dopo il decollo appena a sud dell'aeroporto all'incrocio tra Vanowen Street e Hayvenhurst Avenue. Il pilota, un istruttore di volo esperto e ingegnere robotico del Jet Propulsion Laboratory, è rimasto ucciso.
- L'11 settembre 2020 un piccolo aereo si è schiantato in un parcheggio su Hayvenhurst Avenue dopo il decollo, uccidendo sia il pilota che il passeggero.